# Internationale Filmfestspiele Berlin 1992
Die Internationalen Filmfestspiele Berlin 1992 begannen am 13. Februar und endeten am 24. Februar 1992.
Eröffnungsfilm war die italienisch-russische Co-Produktion Der innere Kreis von Andrei Kontschalowski. Der Film erzählt die Geschichte von Stalins Filmvorführer, Alexander Sanshin, der zur Premiere des Films nach Berlin kam.

## Wettbewerb
| Filmtitel                           | Regisseur               | Produktionsland                      | Darsteller (Auswahl)                                       |  |
| Beltenebros                         | Pilar Miró              | Spanien, Niederlande                 | Terence Stamp, Patsy Kensit                                |  |
| Beskonechnost                       | Marlen Chutziew         | Russland                             |                                                            |  |
| Der Brocken                         | Vadim Glowna            | Deutschland                          | Elsa Grube-Deister, Rolf Zacher, Muriel Baumeister         |  |
| Bugsy                               | Barry Levinson          | USA                                  | Warren Beatty, Annette Bening, Harvey Keitel, Ben Kingsley |  |
| Il Capitano                         | Jan Troell              | Schweden, Finnland, Deutschland      |                                                            |  |
| Céline                              | Jean-Claude Brisseau    | Frankreich                           |                                                            |  |
| Center Stage                        | Stanley Kwan            | Hongkong                             | Maggie Cheung                                              |  |
| La Frontera – Am Ende der Welt      | Ricardo P. Larrain      | Spanien, Chile                       |                                                            |  |
| Gas Food Lodging - Verlorene Herzen | Allison Anders          | USA                                  | Brooke Adams, Ione Skye, Fairuza Balk                      |  |
| Grand Canyon – Im Herzen der Stadt  | Lawrence Kasdan         | USA                                  | Danny Glover, Kevin Kline, Steve Martin                    |  |
| Gudrun                              | Hans W. Geißendörfer    | Deutschland                          | Kerstin Gmelch                                             |  |
| Der innere Kreis                    | Andrei Kontschalowski   | Italien, USA, Russland               | Tom Hulce, Lolita Davidovich, Bob Hoskins                  |  |
| Kap der Angst                       | Martin Scorsese         | USA                                  | Robert De Niro, Nick Nolte, Jessica Lange, Juliette Lewis  |  |
| Der lange Winter                    | Jaime Camino            | Spanien, Frankreich                  | Vittorio Gassman, Elizabeth Hurley, Jean Rochefort         |  |
| Light Sleeper                       | Paul Schrader           | USA                                  | Willem Dafoe, Susan Sarandon                               |  |
| Naked Lunch                         | David Cronenberg        | Kanada, Großbritannien, Japan        | Peter Weller, Judy Davis, Ian Holm, Julian Sands           |  |
| Rcheuli                             | Micheil Kalatosischwili | Russland                             |                                                            |  |
| Rien que des mensonges              | Paule Muret             | Frankreich, Schweiz                  | Fanny Ardant, Jacques Perrin                               |  |
| Schatten der Vergangenheit          | Kenneth Branagh         | USA                                  | Kenneth Branagh, Andy García, Emma Thompson                |  |
| Die siebente Saite                  | Alain Corneau           | Frankreich                           | Jean-Pierre Marielle, Gérard Depardieu                     |  |
| Süße Emma, liebe Böbe               | István Szabó            | Ungarn                               | Johanna ter Steege                                         |  |
| Utz                                 | George Sluizer          | Deutschland, Italien, Großbritannien | Armin Mueller-Stahl, Paul Scofield                         |  |
| Wege der Liebe                      | Gillian Armstrong       | Australien                           | Lisa Harrow, Bruno Ganz, Kerry Fox                         |  |
| Wintermärchen                       | Éric Rohmer             | Frankreich                           | Charlotte Véry, Frédéric van den Driessche                 |  |
| Das Zeichen der Schuldlosigkeit     | Kei Kumai               | Japan                                | Rentarō Mikuni                                             |  |

## Internationale Jury
Jurypräsidentin war die französische Schauspielerin Annie Girardot. Unter ihrer Leitung vergab folgende Jury die Preise: Charles Champlin, Sylvia Chang, Ildikó Enyedi, Irving N. Ivers, Wolfgang Klaue, Fernando Lara, Eldar Schengelaia, Dahlia Shapira, Michael Verhoeven und Susannah York.

## Preisträger
- Goldener Bär: Grand Canyon
- Silberne Bären:
  - Spezialpreis der Jury: Süße Emma, liebe Böbe (Édes Emma, drága Böbe)
  - Beste Regie: Jan Troell für Il Capitano
  - Beste Schauspielerin: Maggie Cheung in Center Stage
  - Bester Schauspieler: Armin Mueller-Stahl in Utz
  - Für die filmische Qualität: Beltenebros
  - Für den herausragenden Debütfilm: La Frontera – Am Ende der Welt

## Weitere Preise
- Alfred-Bauer-Preis: Infinitas von Marlen Chutziew
- „Berlinale Kamera“: Hal Roach
- Teddy Award: Edward II. von Derek Jarman, Swoon von Tom Kalin und Together Alone von Paul Castellaneta (Spielfilm), Voices from the Front von Sandra Elgear, Robyn Hutt, David Meieran (Dokumentarfilm)
- FIPRESCI-Preis (Wettbewerb): Wintermärchen (Conte d’hiver) von Éric Rohmer
- FIPRESCI-Preis (Forum): Edward II. von Derek Jarman und Das Leben der Boheme von Aki Kaurismäki
- Preis der Ökumenischen Jury (Wettbewerb): Infinitas von Marlen Chutziew
- Preis der Ökumenischen Jury (Forum): Drei Tage von Šarūnas Bartas
- Caligari-Filmpreis (Forum): Swoon von Tom Kalin
- Friedensfilmpreis der Heinrich-Böll-Stiftung: Rodina heißt Heimat von Helga Reidemeister